# پال جونسن
پال جونسن (به انگلیسی: Pál Joensen) (زادهٔ ۱۰ دسامبر ۱۹۹۰) شناگر اهل جزایر فارو است.